# プラグマティズム (ジェームズ)
『プラグマティズム』(Pragmatism: A new name for some old ways of thinking)とは1907年にアメリカの哲学者ウィリアム・ジェームズにより発表された哲学の著作である。

## 概要
1842年にアメリカで生まれたジェームズは心理学の領域でも業績を残した哲学者であり、プラグマティズム（実利主義）を提唱した哲学者でもある。本書『プラグマティズム』はジェームズの哲学的な代表作の一つであり、8回の講義録の形式でまとめられたものであり、第1講では哲学における現代の袋路、第2講プラグマティズムとは何か、第3講プラグマティズム的、に考察されたいくつかの形而上学的問題、第4講一者と多者、第5講プラグマティズムと常識、第6講プラグマティズム的真理観、第7講プラグマティズムとヒューマニズム、第8講プラグマティズムと宗教、以上から構成されている。
ジェームズは哲学史を概観しながら、相容れない脆弱型精神と強靭型精神の二種類の気質から哲学史の思想を区別できると指摘する。脆弱型精神は理性や原則を重視し、楽天的で宗教的で独断的な特徴を備えているが、逆に強靭型精神は経験や事実を重視し、悲観的で反宗教的で懐疑的な特徴を備えていると考える。哲学史はこのような二つの気質から大別することが可能であり、ジェームズはこの二者択一の状況のために現代哲学が袋小路に陥っているという認識を示している。この現状を打開することができる態度こそが「媒介的態度」であり、それがプラグマティズムであると論じる。プラグマティズムの起源についてジェームズはギリシア語のプラグマに由来し、同じくプラグマティズムの哲学者であるパースの議論から着想した。つまり思想の意味を理解するためにはその思想がもたらす行動こそが全ての意味であると考える。これは必ずしも哲学史において画期的な思想ではないが、ジェームズは既存の断片的な思想を体系化することでプラグマティズムの哲学を確立することを試みている。プラグマティズムの立場において理論は自然を改変するための道具として位置づけられている。
ジェームズはプラグマティズムが従来の哲学的な諸問題についてどのような見方を示すのかについて説明している。例えば世界の統一的な性格について合理主義者は統一性を維持するように把握する志向が強いが、経験主義者はそのような志向は強くない。経験主義者は統一的な認識のために特殊事実を見落とすことを避けるためである。プラグマティズムにとって合理主義者の一元論的な認識も経験主義者の多元論的な認識も等しい価値がある。しかし世界の諸事実の統合性が経験的に解明されるまではプラグマティズムは経験主義者に近い立場に立つ。また人間の生存に不可欠な常識をジェームズは重要視している。ジェームズの見解において、事実に対する思考法とは古来に発見され、人間の経験を経て維持されてきた枠組みであり、その思考の産物こそが常識であると定義する。
常識は事物を理解する上で効率よく思考を達成するものである。ただし常識が完全に永遠のものとは言えず、そこに理論の意義が認められる。ジェームズにとって理論とは神聖不可侵の様式を持った神秘的な謎に対する啓示ではなく、実在に対する適用の様式である。プラグマティズムにとって真理とは信用制度により確立されており、信念や思想が反発されない限りはそれは真理として妥当であると考える。思想が実際に合致するならばそれは真理であり、真理の役割とは現実に思考を方向付ける過程にある。ジェームズは心理を明確に便宜的なものとして定義しており、宗教について素朴な自然宗教と絶対宗教の間に介在するプラグマティックな折衷的な宗教が現代社会の要求に応答することができるであろうと論じている。

## 文献
- 『プラグマティズム』桝田啓三郎訳、岩波文庫